# ساختمان سراج العمارت
ساختمان سراج العمارت یکی از آثار قدیمی در شهر جلال‌آباد افغانستان است. این ساختمان مربوط دوره امیر حبیب‌الله خان است. تقریباً %۳۰ آن در اثر جنگ‌های چندین سال اخیر تخریب گردیده است.